# قهوة مارابا
قهوة مارابا (بالكينيارواندية: Ikawa ya Maraba)، (بالفرنسية: Café de Maraba)‏ نوع من القهوة ينمو في منطقة مارابا جنوب رواندا.
تُصنف قهوة مارابا ضمن تشكيلة البوربون من أنواع البن العربي وتزرع على تربة بركانية خصبة على تلال شاهقة. يتم انتقاء البُن أثناء موسم الأمطار بين شهري مارس ومايو، ثم يتم نقلها إلى محطة الغسل في مارابا، حيث يتم استخراج وتجفيف حبوب البن، وفي عدة مراحل يتم فرز الحبوب حسب جودتها، ويتلقى المزارعون تقديرهم بناءً على كمية وجودة الحبوب التي يوفرونها.
تُباع الحبوب إلى مختلف شركات التحميص وترسل أفضل أنواع الحبوب إلى اتحاد محمصي القهوة في المملكة المتحدة الذي يمنحها شهادة معتمدة من منظمة التجارة العادلة كما يتم إرسالها إلى مجتمع القهوة في الولايات المتحدة. كما يشتري محمصي القهوة المختصة في رواندا من مارابا كي يتم بيعها في السوق المحلي. كما يتم أيضا تخميرها لتصبح بيرة.
يزرع حوالي 2000 من صغار المزارعين ذو أصحاب الحيازات الصغيرة القهوة تحت مسمى جمعية Abahuzamugambi التعاونية التي تأسست في عام 1999. دعمت جامعة رواندا الوطنية (NUR) وشراكة تحسين الزراعة في رواندا من خلال تعزيز الروابط (PEARL) الجمعية التعاونية منذ عام 2000، وإثر ذلك تحسنت جودة القهوة واقتحمت سوق القهوة المختصة.

## التاريخ

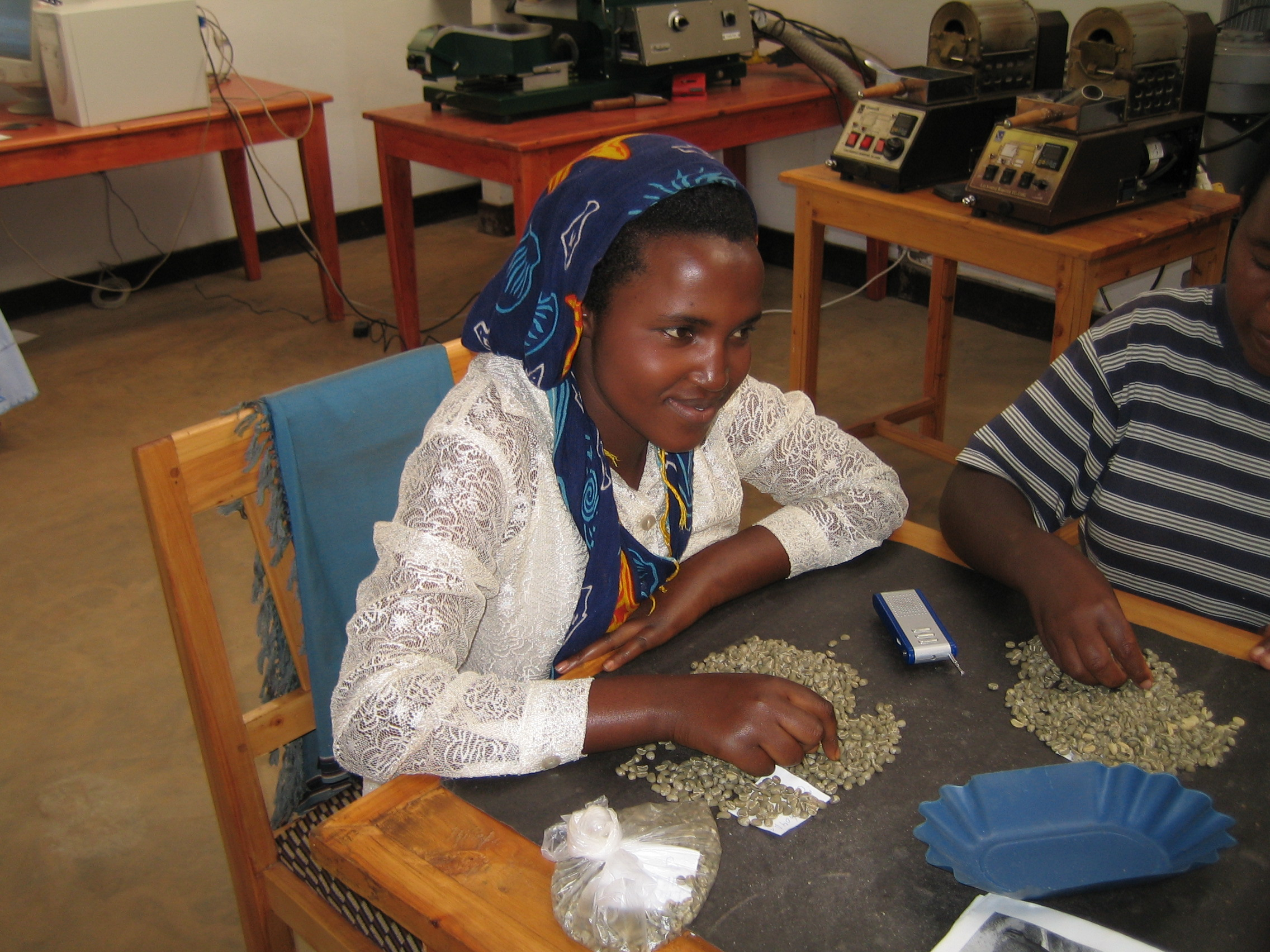
يتم فرز حبوب قهوة مارابا يدويًا حسب جودتها

### الأصول
يزرع سكان رواندا القهوة منذ الاستعمار ، ولكن حتى عام 1999 كان المنتج يصنف أقل من الدرجة C ، مما يجعله غير صالح للبيع في الأسواق العالمية. يفتقر المزارعون للإمكانيات والوسائل اللازمة لغسل وإعداد كرز القهوة حسب المواصفات المطلوبة في الوقت المناسب. دفع المشترون 0.33 دولار أمريكي للكيلوغرام وهو ما أبقى المزارعين في مستوى الفقر.
في عام 1999، أنشأ 220 من مزارعي القهوة جمعية في منطقة مارابا (جزء من مقاطعة بوتاري السابقة) لحل تلك المشكلة. فقد العديد من هؤلاء المزارعين أفراد عائلاتهم أثناء الإبادة الجماعية التي وقعت في عام 1994، بينما البعض الآخر زُجّ أزواجهن في السجن بتهمة الشروع في القتل وبصدد المحاكمة في محاكم الجاكاكا التقليدية سمّوا تلك الجمعية Abahuzamugambi ، وهي كلمة بلغة كينيارواندا للأشخاص المتعاونون معا لتحقيق هدفٍ ما. طمح المزارعون بزيادة الأرباح بتشكيل الجمعية من خلال البيع بشكل مباشر للمصدرين في كيغالي بدلاً من شركة نقل وسيطة، ثم قسموا أرباحهم واستثمروها لشراء المعدات والأسمدة والبذور لزيادة الغلة.
في عام 2000، طلب عمدة بلدية مارابا مساعدات تنموية من الجامعة الوطنية لرواندا التي يقع مقرها في بوتاري القريبة، وفي العام التالي ساعدت الجامعة في إنشاء شراكة تحسين الزراعة في رواندا من خلال الروابط (PEARL). ودعمت عدة منشآت مشروع PEARL منها: الوكالة الأمريكية للتنمية الدولية، وجامعة ولاية ميشيغان، جامعة تكساس إيه آند إم بالإضافة إلى العديد من المنشآت الرواندية بما فيها الجامعة الوطنية في رواندا ومعهد الأبحاث الزراعية الوطنية (ISAR) وكلية كيغالي للعلوم والتقنية والإدارة (KIST). بدأ مشروع PEARL بالتعاون مع Abahuzamugambi في فبراير 2001 للعمل على تحسين جودة القهوة لتستوفي معايير سوق القهوة المختصة في الولايات المتحدة.
أولاً يحتاج مزارعو القهوة في مارابا إلى محطة غسل القهوة لإزالة السكر من داخل وخارج قشور حبوب القهوة، فإن لم تتم إزالة هذا السكر خلال 12 ساعة من قطفها فستتلف نكهة القهوة. تم إنشاء أول محطة لغسل القهوة في يوليو 2001 في قطاع Cyarumbo بالقرب من الطريق الرئيسي بتمويل من الجامعة الوطنية ومكتب الثقافات الصناعية في رواندا (OCIR-Café)، والمنظمة الدولية لتنمية التعاون الزراعي ACDI / VOCA ، ومعهد الأبحاث الزراعية الوطنية. كان الافتتاح في نهاية موسم الحصاد، لذا تم حصد 200 كيلوغرام (ما يقارب 441 رطل) فقط من حصاد هذا العام لعملية الغسل. وكانت النتيجة مرضية نوعاً ما حيث تم ترقية محطة الغسل لاستيعاب كمية أكبر من القهوة في عام 2002. كما ساعدت المنظمة الدولية لتنمية التعاون الزراعي ACDI / VOCA في تمويل امدادات انابيب لجلب المياه المعدنية من Mount Huye في مارس 2002 إلى محطة الغسل التي تمت ترقيتها.
تم اعتماد نظام جديد لإصدار شهادات المنشأ لحصاد عام 2002 لضمان جودة الحبوب التي يتم إحضارها إلى محطة الغسل. وتم تصديق ما يقارب نصف أعضاء Abahuzamugambi للحصول على الشهادة، مما أتاح الفرصة للجمعية بالبحث عن مشترين جادين في أسواق القهوة المختصة في أوروبا وأمريكا الشمالية.

### القبول الدولي

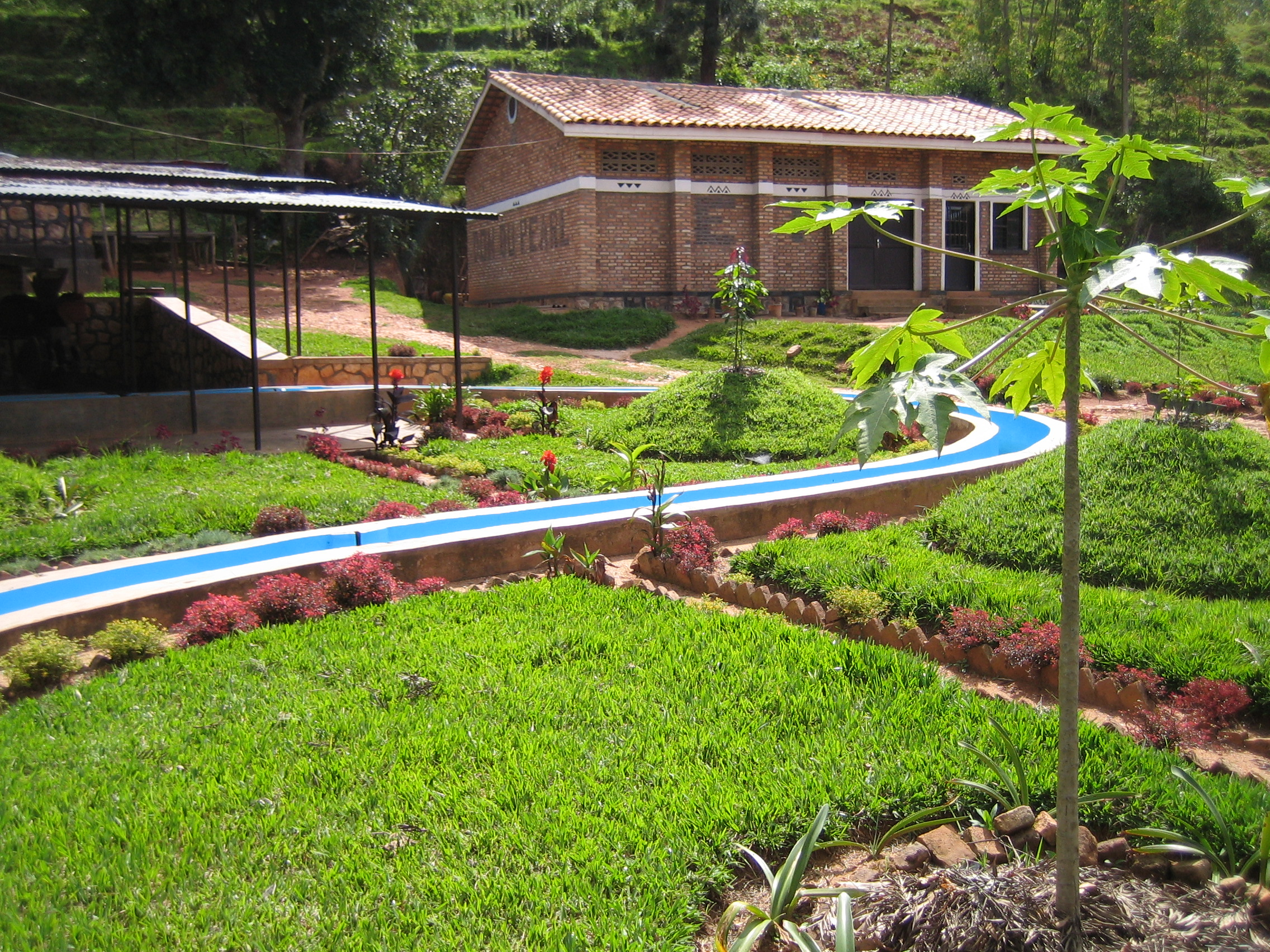
محطة غسل Cyarumba

احضرت PEARL خبيراً في القهوة المختصة إلى رواندا وساعدهم في تسويق قهوة مارابا من خلال التواصل مع شركة بائعة وهي مجتمع القهوة التي يقع مقرها في لويزيانا. قاموا بإرسال عينات إلى لويزيانا وفي يونيو 2002 زار ممثل من مجتمع القهوة منطقة مارابا، بوجود الرئيس الرواندي بول كاغامي أيضًا حيث أولت الحكومة اهتمامها البالغ لهذا المشروع. اشترى المجتمع 18 ألف كيلوغرام (ما يقارب 40 رطل) حاوية من حبوب بن مارابا بسعر أعلى من المعدل بـ 3 دولارات أمريكية للكيلوغرام الواحد. تم نقل الحبوب إلى لويزيانا حيث تم تحميصها ومزجها في القهوة الذواقة للشركة. وكان ذلك أول عقد مباشر بين شركات تحميص القهوة الأمريكية والجمعية التعاونية للقهوة الأفريقية.
كما اهتمت منظمة Comic Relief الخيرية بقهوة مارابا، فقد جمعت حملة يوم الأنف الأحمر لعام 2001 تبرعات تصل إلى 55 مليون جنيه إسترليني عاد ريعها لمشاريع في المملكة المتحدة وإفريقيا تدعم جمعية des Veuves du Genocide (AVEGA)، وهي جمعية لأرامل الإبادة الجماعية في رواندا عام 1994. اكتشفت المنظمة الخيرية أن العديد من أصحاب الحيازات الصغيرة في مارابا كانوا أيضًا أعضاء في AVEGA ويمكنهم بدورهم توفير التمويل والدعم. ثم تواصلوا مع اتحاد محمصي القهوة Union Coffee Roasters (UCR) وهي شركة تحميص بريطانية قامت بإرسال ممثليها إلى مارابا في عام 2002 مع مسؤولين من منظمة التجارة النزيهة Fairtrade Labeling Organization (FLO) حيث قاموا بتفتيش الموقع ومنح الشهادة التجارية، فكانت قهوة مارابا أول شركة رواندية تحصل على شهادة التجارة النزيهة. وصفت UCR القهوة بأنها تحتوي على «نكهات الحمضيات منعشية وتكملها نكهة الشوكولاته الغنية الحلوة» وقد اشترت ما تبقى من إنتاج الحصاد 2002.
قامت UCR بتوزيع قهوة مارابا في أوائل عام 2003 للبيع في محلات السوبر ماركت في Sainsbury ،  التي باعت المنتج في جميع متاجرها الـ 350 في الفترة التي سبقت حملة يوم الأنف الأحمر. حقق اتحاد في عام 2003 Abahuzamugambi أرباحا صافية بلغت 35 ألف دولار أمريكي، وتم تقسيم 70 في المائة منها بين المزارعين بمبلغ 0.75 دولار أمريكي لكل كيلوغرام، وهو ثلاث أضعاف ما يُدفع لمزارعي البن الآخرين في رواندا ويكفي لدفع تكاليف الرعاية الصحية والخدمات التعليمية التي لم يستطيعوا تحمل تكاليفها سابقاً. أما النسبة المتبقية 30 في المائة تم استثمارها في الجمعية وتم إنفاقها على شراء كربونات الكالسيوم  وهي مادة كلسية زراعية تستخدم لتخفيف حموضة التربة الناتجة عن جريان وترسب المعادن أثناء هطول الأمطار.

### السنوات الأخيرة: الاستقلال وقهوة البيرة

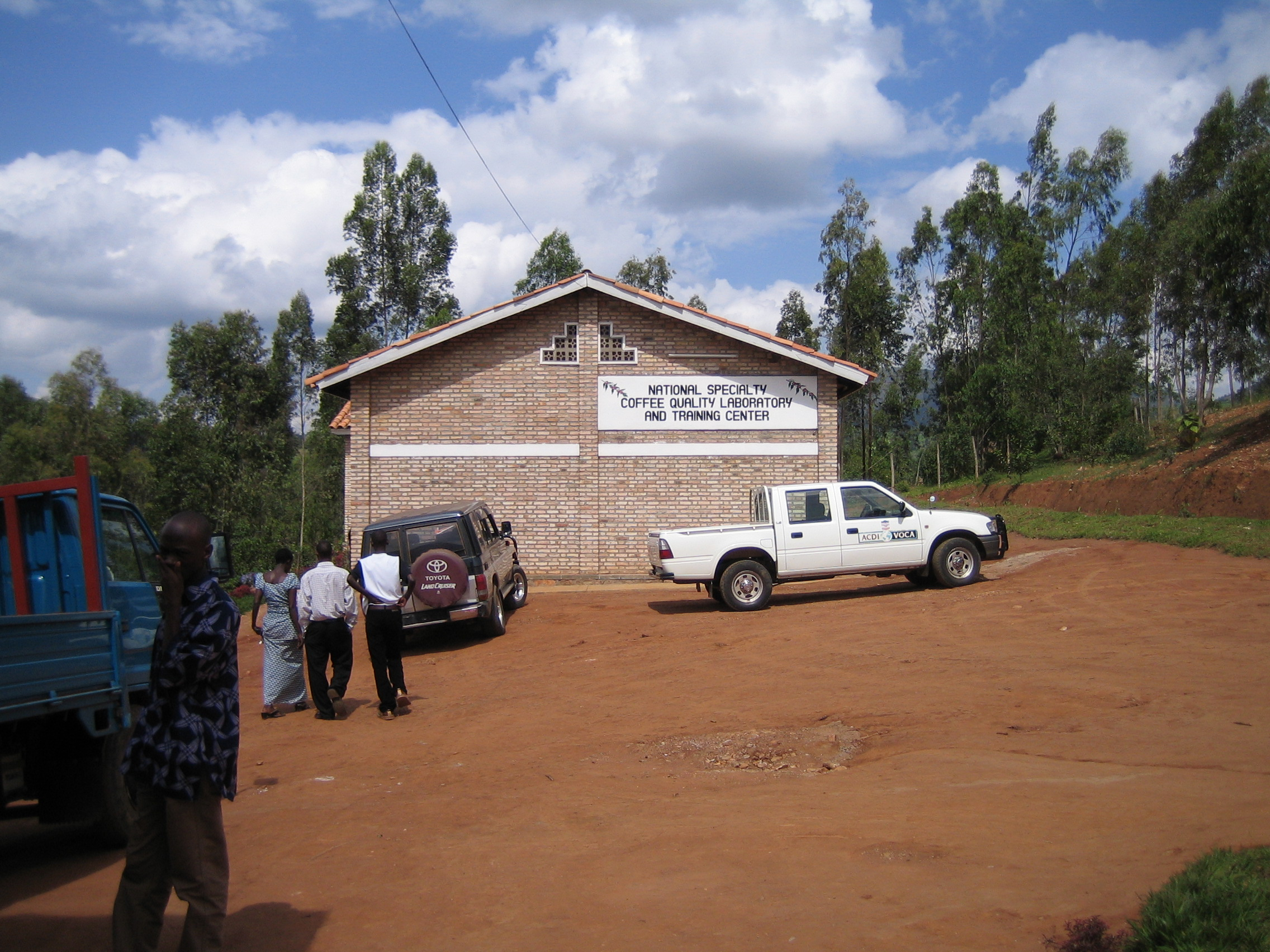
مختبر الجودة في كيزي ، مارابا

في أوائل عام 2003، اعتبرت PEARL تجارة القهوة في مارابا مكتفية ذاتيا وبالتالي خففت من الدعم المالي لـجمعية Abahuzamugambi . التي قامت بدعم مزارعيها بتقديم قروض ساعدت على تحسين الظروف المعيشية وسمحت باستثمار الثروة الحيوانية وتحمل تكاليف التأمين الطبي والتعليم. كما تم افتتاح بنك تعاوني في القرية في شهر مارس من ذلك العام لتسهيل إدارة أموال المزارعين محليًا بدلاً من الاضطرار إلى السفر لمسافات طويلة إلى بوتاري.
في أواخر عام 2004، بدأت Meantime Brewing التي يقع مقرها في لندن تقديم بيرة القهوة المصنوعة من البن المزروع في مارابا. يُقدّم المشروب كقهوة كابتشينو مثلجة وكحولية أو مشروب مهضّم. تذوق صانع البيرة الرئيسي عدة أنواع للقهوة من جميع أنحاء العالم، وقرر بعدها أن نكهات الفانيليا والشوكولاته في قهوة مارابا تجعلها ملائمة لقهوة البيرة أكثر من نكهة المكسرات والمرارة التي تغلب على القهوة المستوردة من أمريكا الجنوبية. تحتوي البيرة الأصلية على 4 في المائة من نسبة الكحول ونفس نسبة الكافيين الموجودة في القهوة، وتم وصفها بأن طعمها يتميز بـ «لمسة حريرية ومخملية»،  كما تم بيعها في الفروع الكبرى لسينسبري وفي بعض الحانات والنوادي. كان المشروب أحد النوعين الوحيدين من بيرة التجارة النزيهة المتاحة في سوق المملكة المتحدة حتى عام 2006  عندما قررت تقليل نسبة القهوة وزيادة نسبة الكحول (حالياً 6 في المئة)، الأمر الذي كلفها مكانتها في التجارة النزيهة. ما زالت تُصنع من بن قهوة مارابا  وهي البيرة الوحيدة المتوفرة في الجزر البريطانية،  وحازت على الميدالية الذهبية عن فئة البيرة المنكهة بالقهوة في كأس البيرة العالمي لعام 2006.
في عام 2006، قامت الوزيرة السويدية للتعاون الإنمائي ونائبة وزير الخارجية، كارين جامتين بزيارة مارابا لتوطيد العلاقة والتعاون بين السويد ورواندا وتقديم قهوة مارابا في سوق القهوة المختصة السويدية. وفي يوليو 2006، تم افتتاح مراكز الاتصالات في مارابا بتنسيق من PEARL. كما قدمت الوكالة الأمريكية للتنمية الدولية (USAID) و NUR وجامعة ولاية واشنطن (WSU) مركز الإرشاد لسد الفجوة الرقمية (CBDD) التمويل والموارد، حيث تم إرسال ثلاث طلاب من جامعة واشنطن لقضاء ست أسابيع في رواندا للمساعدة في إنشاء المركز وتدريب الموظفين المحليين الذين يقومون بتشغيله الآن.

## الجغرافيا والمناخ

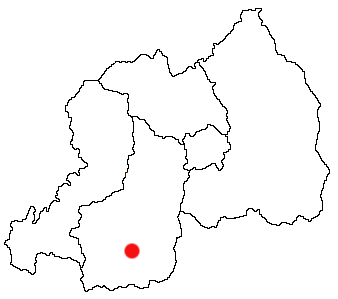
موقع منطقة مارابا ، رواندا

يُزرع بن مارابا في جنوب رواندا في الإحداثيات 2°35′S 29°40′E / 2.583°S 29.667°E ، على بعد حوالي 12 كيلومتر (7 أميال) من بوتاري و 150 كيلومتر (93   ميل) من العاصمة كيغالي. بدأ المشروع في منطقة مارابا في مقاطعة Butare ، ولكن تم استبدال المنظمات المكونة للمشروع لتصبح ضمن إطار المنظمات حكومية محلية في عام 2006،  وأصبحت المنطقة الآن جزءًا لا يتجزأ من مقاطعة Huye في المنطقة الجنوبية، التي تتميز بارتفاع تلالها نظراً لقربها من أخدود Western Rift Valley والغابات الجبلية Nyungwe Forest ، وتتميز بتربة بركانية خصبة. تزرع القهوة على ارتفاع يتراوح ما بين 1700 و 2100 متر (ما يعادل 5,577–68989 قدم) فوق مستوى سطح البحر  على سفوح التلال شديدة الانحدار وشرفات زراعية. تهطل الأمطار سنوياً على المنطقة بما يقارب 115 سم (45 انش) من الأمطار،  وغالباً ما تصل إلى هذا المستوى خلال موسم الأمطار من مارس إلى مايو  وهو ذروة موسم حصاد القهوة. كما يخفض الارتفاع العالي درجة الحرارة نسبياً إلى متوسط حوالي 20 درجة مئوية (68 درجة فهرنهايت) ويسبب القليل من الاختلاف الموسمي.

## دورة الإنتاج

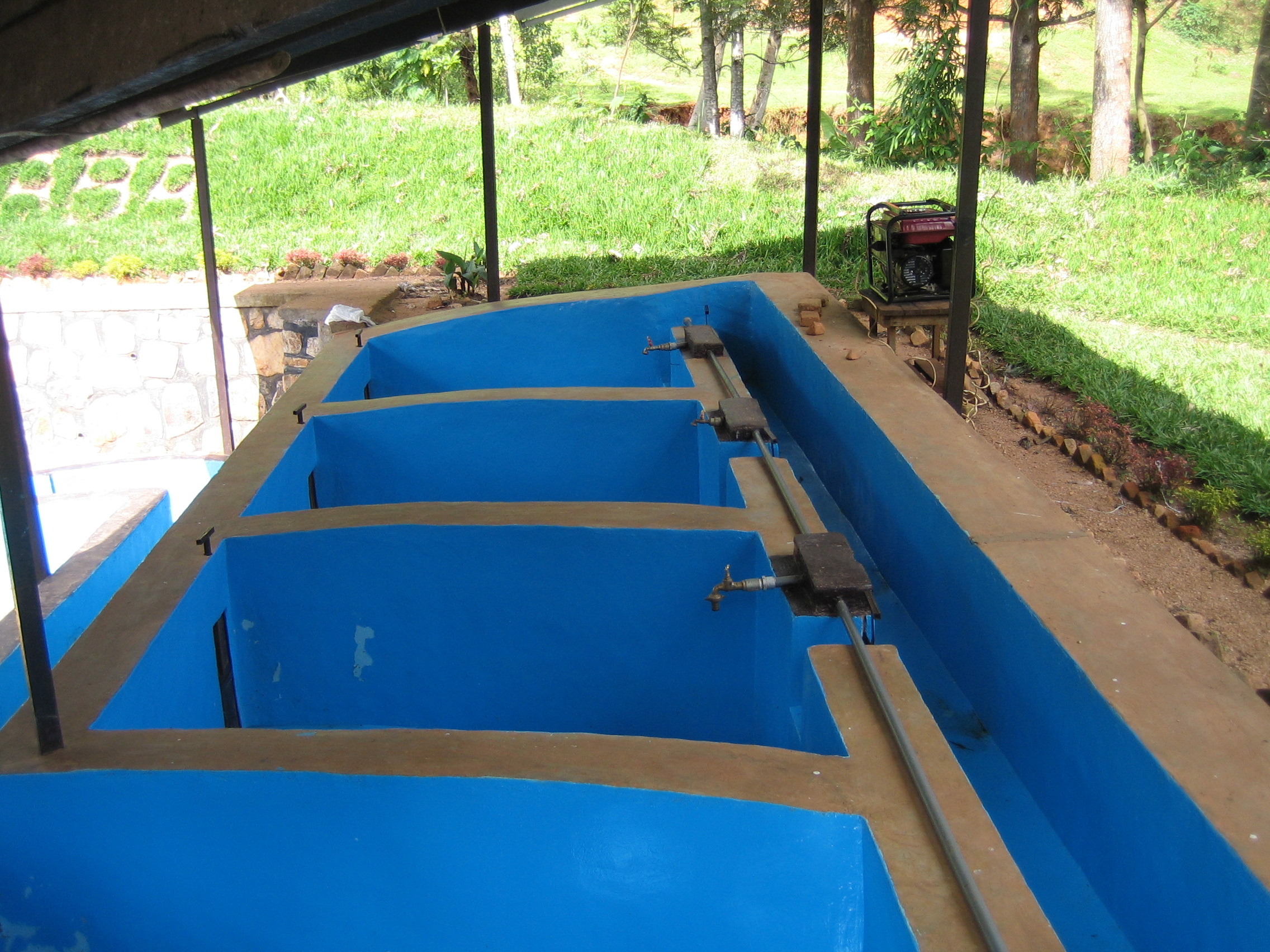
الخزانات القابضة

موسم الحصاد الرئيسي للقهوة في رواندا هو أثناء موسم الأمطار  الذي يمتد من مارس إلى نهاية مايو. يقضي المزارعون معظم اليوم في وقت الحصاد بإلتقاط حبوب الكرز بأيديهم. ثم يحملونها في المساء في سلال تقليدية منسوجة من أوراق الموز إلى محطة الغسل التي قد تبعد عدة ساعات. يفرز الفنيون الحبوب للحصول على أفضل أنواع الكرز التي تمتاز باللون الأحمر الغامق، ثم يعيدون ما تبقى إلى المزارع ليتم بيعه بسعر زهيد في الأسواق خارج نطاق مارابا. يدفع الفنيون للمزارع 0.10 دولار أمريكي لكل كيلوغرام، وتُجمع هذه الأموال وتدفعها الجمعية كل أسبوعين في حسابات المزارعين البنكية.
يبدأ الفنيون عملية الغسل على الفور، فقد يتسبب التأخير في تخمير الطبقة السكرية المحيطة بحبوب البن وبالتالي تتلف نكهة القهوة. تُرمى الحبوب أولاً في خزان عميق، ثم تترسب أفضل حبوب الكرز في القاع وتُمرر على آلة التقشير. يقوم الفنيون بإزالة حبات الكرز العائمة ومعالجتها بنفس الطريقة السابقة، وبعد ذلك يوزعونها على الجمعية التعاونية ليتم بيعها في السوق المحلية بأسعار أقل من سعر بن القهوة المختصة. تُصب الحبوب في إحدى آلات التقشير والفرز ليتم تقشيرها وإزالة الطبقة السكرية قبل أن تمر عبر المصفاة الهزازة، حيث تفصل المصفاة حبوب درجة A ذات الجودة العالية عن غيرها التي تصنف كدرجة B. يتم إرسال الدرجتين بشكل منفصل ليتم غسلها في شلال المياه متدرج بنسبة 1 في المئة. تسمح هذه العملية بفصل أكثر لحبوب القهوة بناءً على جودتها نظراً لوجود حوالي 15 خزان في نهاية المسار لالتقاط الأنواع المختلفة. تُغمر الحبوب لمدة يومين للحصول على أفضل جودة ولمدة 15-20 ساعة لجودة أقل، مما يسبب التخمير لكمية ضئيلة من التخمير لتحويل ما تبقى من السكر دون اتلاف النكهة بشكل كبير.

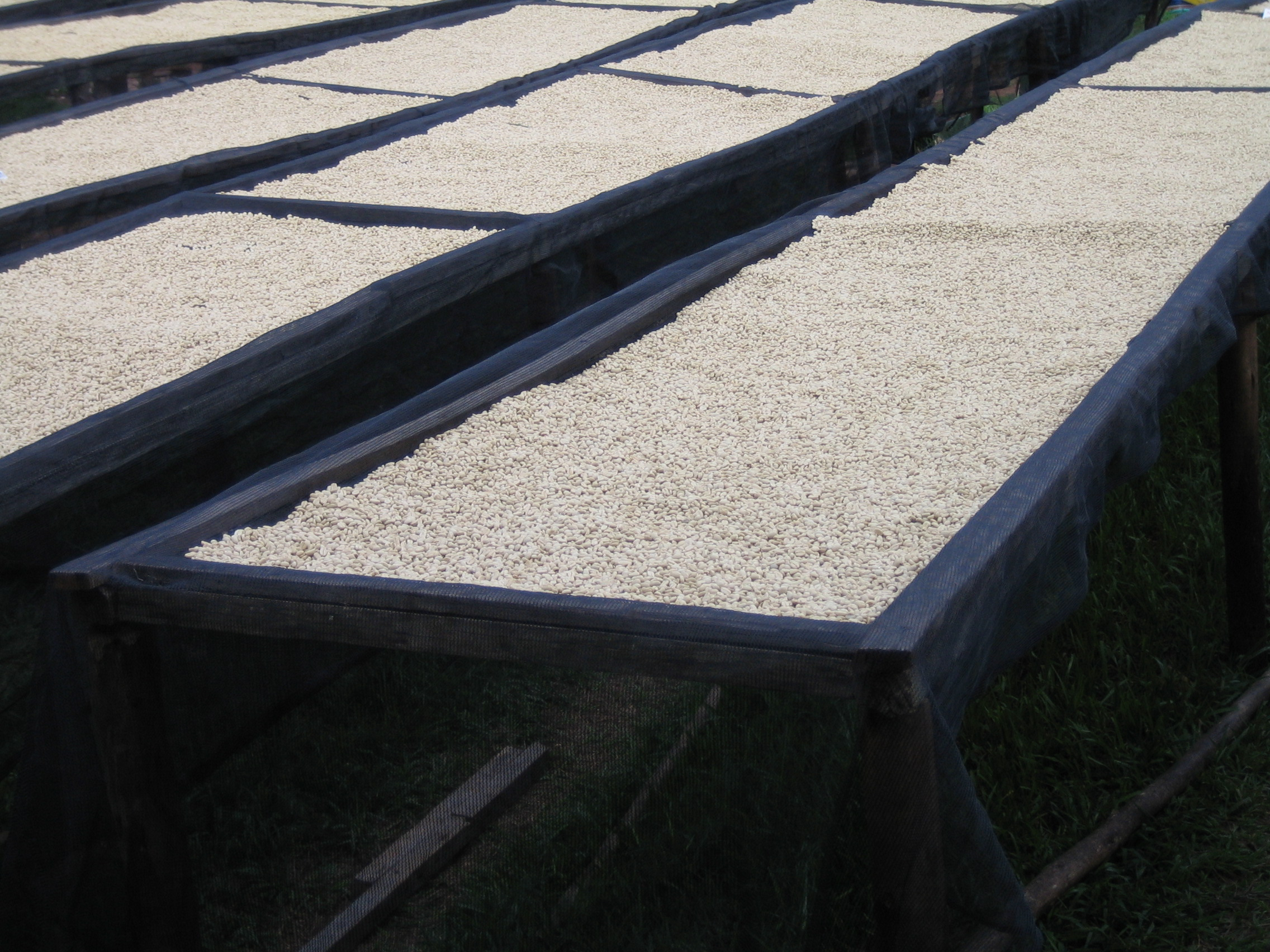
الحبوب المغسولة يتم تجفيفها على الرفوف

يغسل الفنيون حبوب القهوة عدة مرات لإزالة بقايا القشور ثم توضع على رفوف مظللة لعملية التجفيف،  ويقلب الموظفون المتعاونون الحبوب بشكل منتظم بينما ينقّي الفنيون الحبوب الفاسدة ويزيلونها. يتبع ذلك عملية تجفيف أطول تصل إلى أسبوعين في الشمس (مع توفير تغطية سريعة في حال هطول الأمطار) مع التقليب المستمر أيضاً. تقلل هذه العملية من نسبة الماء في حبوب القهوة من 40 في المائة إلى 12 في المائة.
ينقل الفنيون حبوب القهوة إلى المركز التقني في كيزي القريبة حيث تقوم بعض الآلات الموجودة في مستودع أعلى التل بإزالة القشور الرقيقة من الحبوب. ثم ينقل الموظفون الحبوب إلى المختبر المجاور لإجراء عملية ضبط الجودة النهائية - الفرز اليدوي - التي تقوم بها عدة نساء خبيرات. وبعدها يتم تعبئة الحبوب وتصنيفها وفقًا لجودتها وتخزينها في مستودع المجمع في انتظار البيع.

## المنتجات والعملاء
اعتبارا من عام 2006، تنتج مارابا 80 طن (73000 كجم) من القهوة عالية الجودة للتصدير سنوياً، حيث يتم تصدير 40 طن منها إلى المحمصات والبائعين في المملكة المتحدة وتصدير 40 طن إلى الولايات المتحدة.
تظهر القهوة في المنتجات التالية:
قهوة مارابا بوربون Maraba Bourbon ، التي تنتجها شركة Union Coffee لمحلات سينسبيري ومنافذ بيع أخرى مقرها المملكة المتحدة.
- مزيج «نيو أورليانز جاز New Orleans Jazz» ومزيج Hotel ، وهما علامتان تجاريتان لـ Community Coffee تحتويان على مزيج من مارابا وغيرها من أنواع القهوة. اعتبارًا من عام 2006، يدرس Community إطلاق مارابا كعلامة تجارية أصلية.[12]
- Café de Maraba ، العلامة التجارية التي تنتجها محامص رواندا وتباع في المتاجر الراقية في رواندا، بما في ذلك محطات البنزين Total و Intercontinental Hotel .
- بيرة Meantime Coffee وهي التي تنتجها Meantime Breweries في لندن.
- استخدمت شركة Intelligentsia القهوة في العديد من أنواع القهوة الممزوجة في عام 2005 فقط، وذلك بسبب وصول شحنتها في وقت متأخر، ولكنها تنوي أيضًا إصدارها كعلامة تجارية أصلية في المستقبل.[12]